# Glicerio de Persona
Glicerio de Persona, noto anche come  Gligisio de Matino (Matino, 1230 circa – Brindisi, 22 aprile 1269), è stato un signore feudale, fedele alla dinastia imperiale sveva e capitano di Manfredi di Sicilia.

## Biografia

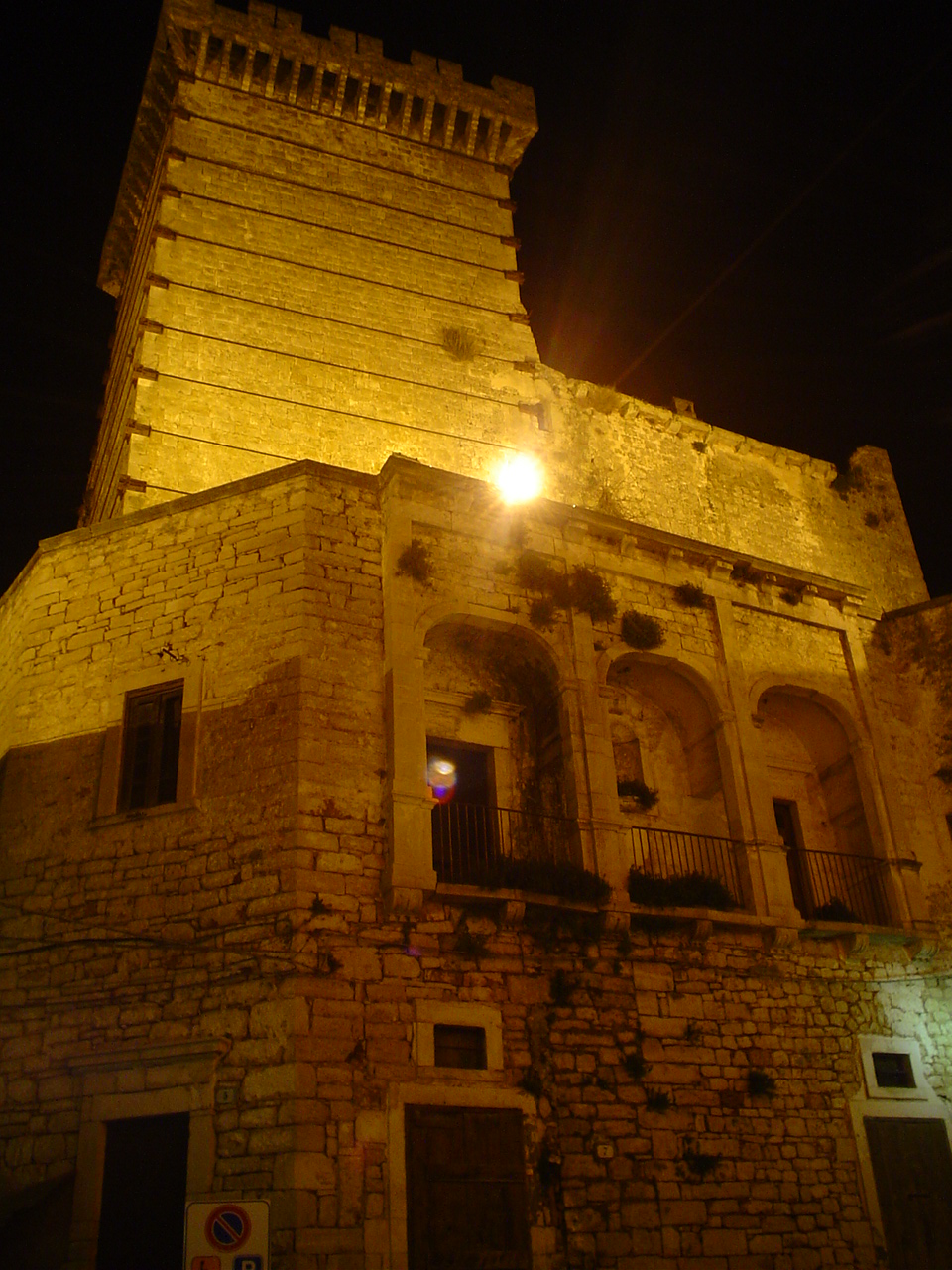
Castello di Ceglie Messapica

Glicerio fu il figlio maggiore di Gervasio de Persona (Gervasius de Matino), uno dei dignitari di maggior rilievo sia alla corte di Federico II di Svevia che a quella del re di Manfredi di Sicilia.  
Sposò Riccarda di Giurdignano che gli portò in dote la città di Maglie, nobildonna dalla quale ebbe tre figli maschi (Gervasiello, Giovanni e Perrello) e quattro femmine (Sibilla, Smirilla, Peregrina e Rogerella). 
Campione della resistenza sveva alla conquista angioina, dopo la morte di Federico II rimase fedele a Manfredi di Sicilia, e quindi a Corradino di Svevia, durante le guerre svevo-angioine per il primato sul regno di Napoli.   
Dopo la sconfitta di Corradino di Svevia nella Battaglia di Tagliacozzo alla quale partecipò, giurò fedeltà al nuovo Re di Sicilia Carlo I d'Angiò, ma inviato da questi a portare supporto al Principe di Acaya in Grecia, con soldati e denaro, non si presentò ad Acaya si diede alla latitanza nelle campagne del feudo paterno di Matino.    
Alla fine di ottobre del 1268 si trincerò con tutti gli ultimi baroni svevi salentini, calabresi e siciliani rimasti fedeli alla casata Hohenstaufen nel castello di Gallipoli guidandone la resistenza.    
Alla caduta della città, avvenuta presumibilmente agli inizi di aprile del 1269, 33 dei baroni difensori furono immediatamente impiccati nella piazza d'arme del castello, altri furono inviati in catene nei propri feudi e impiccati davanti ai propri sudditi, Glicerio invece viene condotto in carcere nel castello di Brindisi, dove era già stato recluso il padre Gervasio, insieme alla moglie e ai figli. Qui per ordine diretto del re Carlo d'Angiò fu ucciso il 22 aprile 1269, legato ad un cavallo, trascinato per la città, quindi impiccato.   
La città di Gallipoli fu rasa al suolo e rimase disabitata per decenni fino alla ricostruzione in periodo angioino.    
Il padre Gervasio, la madre, la moglie e i figli maschi furono liberati per intercessione della regina d'Ungheria e scamparono in Sicilia. I grandi possedimenti che deteneva la famiglia furono confiscati: Matino fu destinata a Giovanni De Tillio (Jean de Tilly); Tuglie fu concessa ad Almerigo di Mondragone (Aimeri de Montdragon) Provvisore dei Castelli di Puglia, la Contea di Soleto andò ad Anselino de Toucy; Monte Fellone, insieme al vasto territorio di Martina Franca, fu venduto alla famiglia Caracciolo.
Secondo la critica storica più moderna, Glicerio de Matino è stato uno dei personaggi di maggior rilievo del periodo di Manfredi e uno dei massimi esponenti militari della rivolta dei feudatari svevi a Carlo d'Angiò durante la discesa in Italia di Corradino di Svevia nel 1268.